# Rallye USA 1973
Die 25. Rallye USA (auch Press-on-Regardless Rally genannt) war der 11. Lauf zur Rallye-Weltmeisterschaft 1973. Sie fand vom 31. Oktober bis zum 4. November im Bundesstaat Michigan statt. Von den 85 geplanten Wertungsprüfungen wurden sechs abgesagt.

## Klassifikationen

### Endergebnis
| Rang | Fahrer          | Co-Pilot           | Auto                       | Zeit (Std./Min./Sek.) | Rückstand Sieger(Std./Min./Sek.) Rückstand V (Std./Min./Sek.) |
| ---- | --------------- | ------------------ | -------------------------- | --------------------- | ------------------------------------------------------------- |
| 1    | Walter Boyce    | Doug Woods         | Toyota Corolla Levin TE 27 | 6:58:28.2             | 0:00:00.2 00:00.0                                             |
| 2    | Jim Walker      | Terry Palmer       | Volvo 142S                 | 7:22:43.2             | 0:24:15.0 24:15.0                                             |
| 3    | John Smiskol    | Carol Smiskoll     | Datsun 240Z                | 7:33:36.0             | 0:35:07.8 10:52.8                                             |
| 4    | John Buffum     | Wayne Zitkus       | Ford Escort RS 1600 MKI    | 7:39:01.8             | 0:40:33.6 05:25.8                                             |
| 5    | John Rodgers    | Erik Brooks        | Datsun 510                 | 7:45:00.6             | 0:46:32.4 05:58.8                                             |
| 6    | Robert Mucha    | Ryszard Żyszkowski | Polski Fiat 125p           | 7:57:30.6             | 0:59:02.4 12:30.0                                             |
| 7    | William Dodd    | Rudy Kren          | Ford Capri 2600 RS         | 8:05:04.6             | 1:06:36.4 07:34.0                                             |
| 8    | Jim Callon      | Gary Hays          | Datsun 510                 | 8:08:12.0             | 1:09:43.8 03:07.4                                             |
| 9    | Steve Dorr      | Rick Anderson      | Datsun 510                 | 8:09:28.2             | 1:11:00.0 01:16.2                                             |
| 10   | Charles McLaren | Doug Leverton      | Datsun 510                 | 8:16:12.6             | 1:17:44.4 06:44.4                                             |

Insgesamt wurden 23 von 57 gemeldeten Fahrzeuge klassiert.

### Herstellerwertung
| Pos. | Team           | Punkte |
| ---- | -------------- | ------ |
| 1    | Alpine Renault | 127    |
| 2    | Fiat           | 84     |
| 3    | Ford           | 46     |
| 4    | Saab           | 42     |
| 5    | Datsun         | 34     |

Die Fahrer-Weltmeisterschaft wurde erst ab 1979 ausgeschrieben.